# 布爾京
布爾廷（烏克蘭語：Буртин），是烏克蘭西部的村落，隸屬赫梅利尼茨基州的舍佩蒂夫卡區。該村處於斯米爾卡河畔，始建於1815年，面積3.08平方公里，海拔高度236米，2024年人口850。